# ناثان إيفانز
ناثان إيفانز (بالإنجليزية: Nathan Evans)‏ هو محامي وقاضي وسياسي أمريكي، ولد في 24 يونيو 1804 في مقاطعة بلمونت في الولايات المتحدة، وتوفي في 27 سبتمبر 1879 في كامبردج في الولايات المتحدة. حزبياً، نشط في حزب اليمين. وقد انتخب عضو مجلس النواب الأمريكي.